# Садиков, Пётр Алексеевич
Пётр Алексе́евич Сади́ков (19 [31] августа 1890; Пенза, Российская империя — 27 мая 1942; Сокол, Вологодская область, СССР) — советский историк, приват-доцент. Специалист по вопросам внутренней политики России периода Ивана Грозного, истории русской общественной мысли, Русской революции 1905—1907 годов, а также истории русской литературы XIX—XX веков.

## Биография
П. А. Садиков родился 19 (31) августа 1890 в Пензе в семье служащего чиновника, личного дворянина. С Золотой медалью окончил Саратовскую 1-ю мужскую гимназию. После этого в 1909 году поступил на Историко-филологический факультет Петербургского университета (с 1914 — Императорский Петроградский университет, с 1921 — Петроградский государственный университет, с 1924 — Ленинградский государственный университет), который окончил в 1916 году с дипломом 1-й степени.
Будучи учеником С. Ф. Платонова, П. А. Садиков был оставлен им при Петроградском университете для подготовки к профессорскому званию по кафедре русской истории (до 1920). Одновременно с этой подготовкой он преподавал историю, русский язык и литературу во 2-м городском средне-учебном заведении (позже — трудовая школа), в вечернем рабочем политехникуме (1919 — октябрь 1930), в Военно-хозяйственной школе РККА (октябрь 1922 — январь 1923) и других средних учебных заведениях Петрограда (с 1924 — Ленинград).
С октября 1919 по декабрь 1928 года П. А. Садиков также работал в Центральном историческом архиве на должности архивиста. Состоял в профсоюзе работников просвещения. В 1925 году вернулся в ЛГУ, в котором читал курс по истории России. До 1928 года работал в нём в должности сверхштатного доцента кафедры русской истории и вместе с тем состоял научным сотрудником 1-го разряда Исторического исследовательского института при ЛГУ. В 1929 году П. А. Садиков по договору начал сотрудничество с Историко-археографической комиссией (с 1931 — Историко-археографический институт) при АН СССР. После стал сверхштатным сотрудником, а с 1 октября 1930 года — научным сотрудником 1-го разряда. В ходе научных работ он совместно с Н. С. Чаевым и Н. Г. Богдановой подготовил к изданию два тома документальных материалов «Крепостная мануфактура в России», изданных в 1930 и 1931 годах.
15 ноября 1930 года П. А. Садиков был арестован по «Академическому делу» (он, как и арестованный в сентябре Н. С. Чаев, были учениками С. Ф. Платонова — центральной фигуры обвинения. 16 января 1931 года П. А. Садиков был уволен из ИАИ АН СССР, а в феврале осуждён и приговорён к 5 годам и отправлен для отбывания наказания в исправительно-трудовой лагерь Белбалтлаг в Медвежьегорске. Однако 2 августа 1933 года он был освобождён досрочно без поражения в правах.
После освобождения П. А. Садиков остался вольнонаёмным научным сотрудником отдела «Монографии ВБВП» при Белбалтаге НКВД (в дальнейшем отдел был переведён в Дмитров Московской области), в котором писал историю Беломорстроя. 1 июня 1935 года он завершил работу по написанию истории Беломорстроя и перешёл на должность экономиста отдела проверок «Москва-Волгострой» НКВД. Проработал в нём до 10 октября того же года, после чего вернулся в Ленинград.
Вернувшись в 1935 году в Ленинград, П. А. Садиков продолжил сотрудничество с ИАИ АН СССР. После реорганизации последнего и образования на его базе Ленинградского отделения Института истории АН СССР работал в нём по договору в должности научного сотрудника. В то же время П. А. Садиков по договорам сотрудничал с Институтом русской литературы и Институтом языка и мышления. Был включён в научную группу по подготовке «Древнерусского словаря XV—XVIII вв.» В октябре 1940 года П. А. Садиков временно вступил в должность старшего научного сотрудника Словарного отдела в качестве редактора этого словаря.
В июле 1941 года во время Великой Отечественной войны П. А. Садиков был эвакуирован в г. Сокол Вологодской области, где работал учителем истории. Весной 1942 года он заболел тифом, от которого в том же году умер 27 мая.

## Научная деятельность
Важное место в научно-исследовательской деятельности П. А. Садикова занимало изучение проблемы опричнины. Первые его научные работы по истории опричнины появились в начале 1920-х годов. В ней П. А. Садиков в первую очередь видел борьбу государственной власти с феодальной знатью «верхушкой» при помощи среднепоместных феодалов за укрепление основ централизованного Русского государства. В то же время он указывал на то, что опричники не были эффективны в борьбе с внешним врагом. Так, в Ливонской войне опричные отряды вместо боевых операций занимались в основном грабежом населения. Как отметил историк А. А. Зимин :
Садиков был первым из исследователей опричнины, который в основу своей работы положил не свидетельства иностранцев и повествовательных источников, а огромный комплекс актовых материалов. Это позволило ему решить целый ряд больших конкретно-исторических вопросов.
Главным плодом «многолетней кропотливой» работы П. А. Садикова в этом направлении стало посмертное издание в 1950 году его статей и материалов «Очерки по истории опричнины».
Также немаловажное место в научном наследии П. А. Садикова занимают публикации материалов писателей и государственных деятелей Российской империи начала и середины XIX века, среди которых письма А. С. Пушкина (1815—1837), И. С. Тургенева к М. Н. Каткову; заметки и дневники Л. В. Дубельта (1840—1862) и др. П. А. Садиковым были подготовлены к изданию копии писем Н. В. Басаргина, О. И. Вахтена, И. В. Сабанеева и др. к П. Д. Киселёву, отражающие события, связанные с декабристским движением. Опубликовал переписку И. С. Тургенева с Полиной Виардо и др., членов семьи А. М. Муравьёва, письма В. Г. Короленко к А. И. Иванчину-Писареву и др.